# Passeig de Sant Joan
El Passeig de Sant Joan és un bulevard de Barcelona que travessa els barris de la Dreta de l'Eixample i el Camp d'en Grassot. Comença al Passeig de Lluís Companys i acaba a la Travessera de Gràcia.

## Història

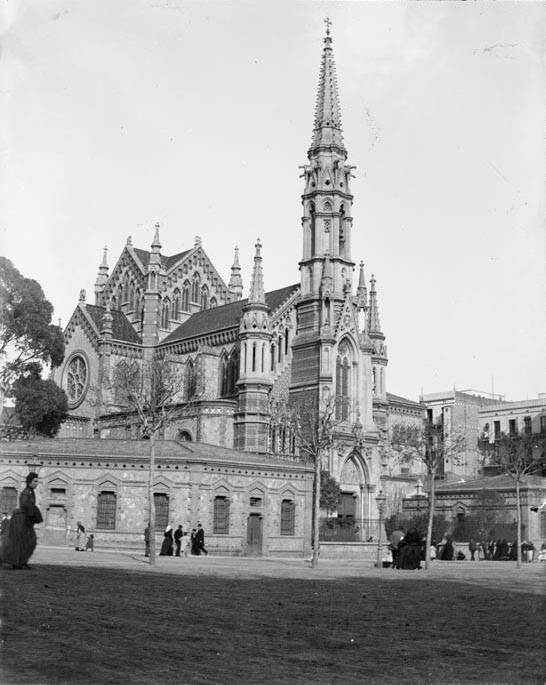
El passeig a l'alçada del convent de les Saleses (entre 1888 i 1910).

És una de les vies principals (núm. 35) del Pla Cerdà, amb 50 metres d'amplada i de la mateixa categoria que la Gran Via de les Corts Catalanes, amb la que es creua a la plaça de Tetuan, que en seria el node central. Deu el seu nom a l'antic passeig de Sant Joan, o passeig de l'Esplanada, que desaparegué en ser urbanitzada l'esplanada de la Fortalesa de la Ciutadella (vegeu Urbanització del Born). En el tram entre l'Avinguda Diagonal i la Travessera de Gràcia ha tingut altres noms: García Hernández; República; Torrent dels Garrofers; Torrent del Malecó.

## Edificis i monuments d'interès
- Biblioteca Pública Arús, que custodia el fons de l'Ateneu Enciclopèdic Popular.
- Església del convent de les Saleses, de Joan Martorell i Montells (1882-1885).
- Monument a Mossèn Jacint Verdaguer, de Josep Maria Pericas i Morros (1924).
- Palau Macaya, edifici modernista de Josep Puig i Cadafalch (1901).
- Font d'Hèrcules, la més antiga de la ciutat de Barcelona.[1]
- Monument a Josep Anselm Clavé, obra de l'escultor Manel Fuxà i Leal i l'arquitecte Josep Vilaseca i Casanovas (1888).

Prop de la cruïlla amb la Diagonal hi havia el Museu del Clavegueram, obert el 1993 però tancat l'any 2000.